# 凯文·阿克波古马
凯文·約翰·烏富奧馬·阿克波古马（德語：Kevin John Ufuoma Akpoguma，1995年4月19日—）是一位尼日利亚裔的德国足球运动员，現在效力於德甲球隊賀芬咸，于场上司职后卫。

## 俱乐部生涯
阿克波古马是在施派尔（先后效力于红白施派尔及黑白施派尔）开始自己的足球生涯。经过在巴伐利亚韦尔特（FC Bavaria Wörth，效力至13岁以下梯队）和诺伊罗伊特1908（FC 1908 Neureut）的历练后，他于2007年夏天加盟卡尔斯鲁厄体育俱乐部的青训营。
自2010-11赛季起，阿克波古马参加了两届U-17德甲联赛，期间共出场49次及斩获9球。至2012-13赛季，他已成为卡尔斯鲁厄19岁以下青年队的一员，除了参加U-19德甲联赛外，更被提拔至了当时仍处德丙作赛的一线队。2012年11月10日，阿克波古马首次出现在一线队首发阵容，在主场以2比0战胜达姆施塔特98的比赛中担任中后卫。2013年1月26日（第23轮），他又在客场3比2战胜战胜奥斯纳布吕克的比赛中射入自己的职业生涯首球，并以17岁又282天的年龄成为德丙历史上最年轻的入球者。
至2013-14赛季，阿克波古马转会至德甲俱乐部霍芬海姆1899，并签署了一份期至2017年6月底届满的合同。这份合同于2015年4月获延长两年，至2019年届满。在2015-16赛季，为获得更多的出场机会，阿克波古马以租借的形式加盟德乙俱乐部福尔图娜杜塞尔多夫，为期两年。

## 国家队生涯
阿克波古马曾代表德国16岁以下国家足球队（德国U16）出场6次。他也同样入选了德国U17，随队参加了2012年夏天在斯洛文尼亚举行的欧洲U-17足球锦标赛并获得亚军。2012年11月14日，阿克波古马被时任德国U18主教练的召入阵中以迎战意大利U18，而他也不负期望，在这场以3比0战胜对手的首秀中梅开二度。自2013年起，阿克波古马开始入选德国U19梯队，并以中后卫的身份随队在2014年加冕欧洲冠军。自2014年9月起，他又开始代表德国U20出场，并在2015年U-20世界杯期间出任德国队长。

## 荣誉及奖项
- 欧洲U-19足球锦标赛冠军：2014年（德语：U-19-Fußball-Europameisterschaft 2014）
- 弗里茨·瓦尔特奖：2016年（U18组金奖）[10]